# Bremer Heimstiftung
Die Bremer Heimstiftung ist eine rechtsfähige Stiftung bürgerlichen Rechts. Sie wurde 1953 vom Senat der Freien Hansestadt Bremen – für die Stadtgemeinde Bremen handelnd – gegründet.

## Zweck
Die Bremer Heimstiftung ist ein gemeinnütziger Träger von Stiftungsresidenzen, Stadtteilhäusern und Stiftungsdörfern. In 30 Einrichtungen in allen Stadtteilen Bremens wird alten oder behinderten Menschen Wohnung, Betreuung und Pflege geboten. Die Stiftung kooperiert u. a. mit der Bürgerstiftung Bremen.

## Geschichte

### Wurzeln und Vorläufer der Bremer Heimstiftung

Logo bis 2011

1499 wurde das Haus St. Ilsabeen in der Bremer Neustadt vom Bremer Rat und Bremische Bürgerschaft  gestiftet. „... um armen Kranken ein Obdach zu geben.“
Ein paar Jahrhunderte später wurde das Gebäude als Stift für „Frauen und alte Jungfern“ genutzt.
Namensgeberin des Hauses ist Elisabeth von Thüringen (niederdeutsch: Ilsabeen) (1207–1231).
Als ihr Mann Landgraf Ludwig IV. (Thüringen) starb widmete sich vor allem der Krankenpflege.
Das Frauenstift wurde im Zweiten Weltkrieg zerstört und 1952 St. Ilsabeenin in Bremen-Nord errichtet.
St.-Remberti-Stift, erstmals 1306 erwähnt als „Hospital für arme, unreine Lüde“, in dem an Lepra erkrankte Menschen untergebracht wurden. Es wandelte sich und ab dem 16. Jahrhundert konnten auch gesunde Menschen aufgenommen werden. Als die Seuche komplett erlosch, entwickelte sich der Gebäudekomplex zu einer Einrichtung für ältere Menschen.
Das 1882 gegründete Kahrwegs Asyl wurde als Heim für „arme Sieche“ in der Neustadt von Ernst Heinrich Kahrweg, ein an den Beinen gelähmter Kaufmann, errichtet. Seine 1880 gegründete Stiftung mit Mittel von 200.000 Mark ermöglichten den Bau eines Hauses mit 120 Betten auf einem Grundstück der Stadt. Durch Erweiterungsbauten wurden bis 1927 weitere 230 Plätze geschaffen.
1929 hieß es: „Bestimmt für hiesige Sieche ... beiderlei Geschlechts, die sachverständiger Pflege bedürfen, besonders solche, die an unheilbarer Krankheit leiden“. Und weiter wurde vermerkt: „Die Anstalt untersteht der Behörde für das Wohlfahrtswesen“. Vorsitzender der Stiftung wurde Senator Wilhelm Kaisen. 125 Plätze für Männer und 221 für Frauen standen seinerzeit in dem Haus in der Nordstraße 116 zur Verfügung. Das tägliche Pflegegeld betrug seinerzeit 1,80 Reichsmark.

### Folgen aus dem Zweiten Weltkrieg
1944 brannte das bombardierte Haus aus. Die Bewohner waren bereits 1942 ausquartiert worden. Auch andere Altenheime und Stifte wie das 1499 gegründete Haus St. Ilsabeen (Großen Sortillienstraße) mit 60 Plätzen oder ein Teil des St. Remberti-Stiftes, mit Ursprung von 1306, wurden durch Bomben zerstört oder schwer beschädigt.
Viele der früheren Bewohner des Kahrwegs Asyl mussten Bremen verlassen. „Die Insassen wurden nach Bayern, Thüringen und in das Rheinland verschleppt, was bei ihnen und ihren Angehörigen viele Tränen auslöste“. Andere alte Menschen, unter anderem aus der zerstörten städtischen Einrichtung Ansgarhaus, wurden ins niedersächsische Umland sowie in zahlreichen Häusern in Bremen und provisorisch eingerichtete bremische Außenstellen einquartiert. Zusätzliche Notquartiere wie zum Beispiel das Haus Stromwinkel oder das Sandwichheim in Rönnebeck kamen in den Nachkriegsjahren hinzu, als der Flüchtlingsstrom aus den Ostgebieten immer mehr alte Menschen aus Pommern, Schlesien oder Ostpreußen nach Bremen brachte. Die meisten dieser Häuser mit insgesamt 250 Betten wurden unter die Verwaltung von Kahrwegs Asyl gestellt, das in der Ruine des einstigen Heimes ein notdürftiges, ständig vom Einsturz bedrohtes Büro aufrechterhielt.
Das Landhaus Horn von 1930, das durch eine private Stiftung betrieben worden war, musste im Februar 1946 für die die Angehörigen der Soldaten der amerikanische Besatzungsmacht geräumt werden. Die Bewohner mussten die Möbel zurückzulassen und sich um eine neue Bleibe kümmern. 1952 wurde das Landhaus Horn nach der Rückgabe an die Stadtgemeinde Bremen wieder in ein Altenheim umgewandelt. 1951 war in einer Villa an der Marcusallee ein städtisches Altenheim eingerichtet worden.

### Gründung der Bremer Heimstiftung
Landhaus Horn und die Villa Marcusallee sowie das Sandwichheim, die Villa Blumenkamp und der Worpsweder Diedrichshof mit insgesamt 484 Betten wurden durch die Beschlüsse des Senats 1953 in der Bremer Heimstiftung zusammengefasst, als Nachfolge des 1936 unter kommunale Verwaltung gestellten Kahrwegs Asyl.
Am 10. April 1953 erfolgte die formelle Gründung der Bremer Heimstiftung. Die Gründung wurde vorangetrieben durch Bürgermeister Wilhelm Kaisen und Senator Johannes Degener.
Bremen stellte der wirtschaftlich eigenständigen, weitgehend unabhängigen Stiftung 20.000 DM für den Grundstock des Stiftungsvermögens zur Verfügung. Nach der Satzung verfolgt Stiftung „ausschließlich und unmittelbar gemeinnützige und mildtätige Zwecke ... insbesondere die Errichtung, den Betrieb und die Förderung von Altersheimen und ähnlichen Einrichtungen, die der Aufnahme bedürftiger Personen dienen und sorgt zugleich für die enge Anbindung an die Stadt“.

#### Erster Vorstand und Geschäftsführer
Vorstand 1953:
- Vorsitzender: Sozialsenatoren von Bremen (Erster Vorsitzender: Senator Degener)
- Zwei Mitarbeiter, benannt vom Vorsitzenden aus seinem Geschäftsbereich
- Beauftragter des Senators für Finanzen
- Drei Mitglieder der Sozialdeputation

Arend Becker war der erste Verwaltungsdirektor als Geschäftsführer. Nach dessen Pensionierung leitete Hansgünter Matuschak von 1967 bis 1989 die Bremer Heimstiftung und machte diese zu dem größten Träger der Altenhilfe in Bremen.

### Vorstand seit 1992

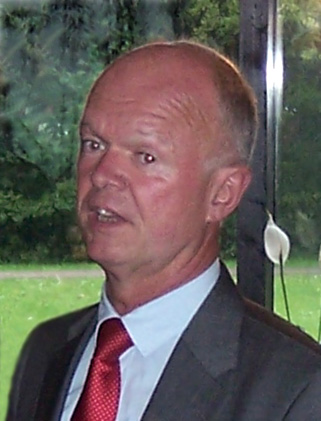
Alexander Künzel

Im Rahmen einer Modernisierung Stiftungssatzung übernahm 1992 ein siebenköpfiger, ehrenamtlicher Stiftungsrat, unter Leitung des Sozialsenators/der Sozialsenatorin, die Aufsicht über die Bremer Heimstiftung. Hauptamtliche für fünf Jahre berufene Vorständeübernahmen die Leitung der Stiftung.
Erster Vorstand war von 1992 bis 2021 der Bankkaufmann Alexander Künzel (* 1956). Das Gremium wurde 1999 um den Posten des Finanzvorstands mit dem Kaufmann André Vater (* 1968) erweitert.
Alleiniger Vorstand wurde 2021 André Vater.

## Standorte

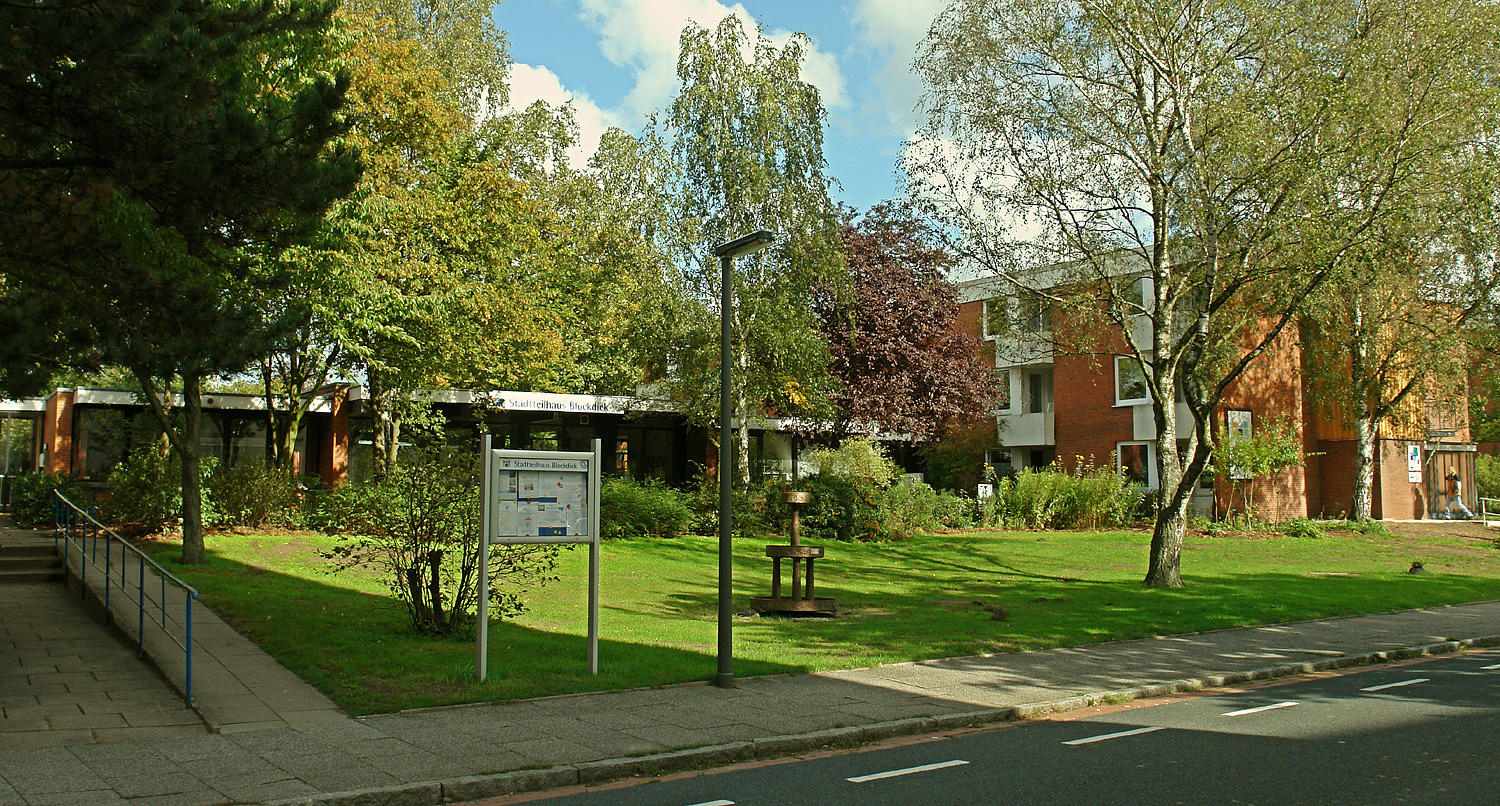
Stadtteilhaus Blockdiek

Die Bremer Heimstiftung unterhält an über 30 Standorten in Bremen unterschiedlichste Wohn- und Pflegeangebote für vorwiegend ältere Menschen:
- Stiftungsresidenzen: Marcusallee, Ichon-Park, Riensberg, Landhaus Horn, Luisental, St. Ilsabeen
- Stadtteilhäuser: St. Remberti, Haus im Viertel, Kattenesch, Huchting, Blockdiek, OTe, Kattenturm, Marßel, Neustadt, Cigarrenmanufactur, Stadtwerder, Vier Deichgrafen, Findorff
- Stiftungsdörfer: Fichtenhof, Hollergrund, Osterholz, Rablinghausen, Hemelingen, Blumenkamp, Rönnebeck, Gröpelingen, Walle, Borgfeld, Arberger Mühle, Ellener Hof.
- Mehrgenerationenhaus Bremen-Schweizer Viertel

Wohnformen
- Stiftungsresidenzen
- Stadtteilhäuser und Stiftungsdörfer

## Wirtschaftsdaten
Die Bremer Heimstiftung verfügt über ein Stiftungskapital von rund 8 Mio. Euro.

Die Unternehmensgruppe Bremer Heimstiftung beschäftigt über 2600 Mitarbeiter.

Der Jahresumsatz beträgt rund 80 Mio. Euro bei einer Bilanzsumme von über 200 Mio. Euro.

Zusammen mit ihren Tochtergesellschaften, werden fast 3000 Bremer als Mieter, Wohn- oder Pflegeheimbewohner angesprochen.

### Tochterunternehmen
- Bremer Heimpflege gGmbH
- Bremer Dienstleistungs-Service GmbH
- Bremer Stiftungs-Service GmbH
- Paritätische Pflegedienste Bremen gGmbH
- Bremer Gesellschaft für Verwaltungsdienste mbH
- Bremer Kontor GmbH
- Mobile Reha Bremen GmbH
- Bildungszentrum der Bremer Heimstiftung

- Schule für Pflegeberufe
- Erwin-Stauss-Institut

### Kooperationen
- Mitglied im Paritätischen Versorgungsnetz
- Partner im Netzwerk SONG: Soziales neu gestalten
- Mitglied im Stiftungshaus Bremen e. V.
- Mitglied im Deutschen Hauswirtschaftsrat[7]
- WESER BILDUNGSVERBUND Gesundheit + Pflege e. V.
- Familienbündnis e. V. / Kita-Hanseatenkids